# Vitry-en-Charollais
Vitry-en-Charollais település Franciaországban, Saône-et-Loire megyében. Lakosainak száma 1082 fő (2022. január 1.). Vitry-en-Charollais Digoin, Paray-le-Monial, Saint-Léger-lès-Paray, Saint-Yan és Varenne-Saint-Germain községekkel határos.

## Népesség
A település népessége az elmúlt években az alábbi módon változott:
| Lakosok száma | 1137 | 1113 | 1132 | 1098 | 1098 | 1099 | 1099 | 1084 | 1082 |
|               | 2013 | 2015 | 2016 | 2017 | 2018 | 2019 | 2020 | 2021 | 2022 |